# Картозио
Картозио (итал. Cartosio) — коммуна в Италии, располагается в регионе Пьемонт, в провинции Алессандрия.
Население составляет 806 человек (2008 г.), плотность населения составляет 48 чел./км². Занимает площадь 17 км². Почтовый индекс — 15015. Телефонный код — 0144.
Покровителем коммуны почитается святой апостол Андрей Первозванный, празднование 30 ноября.

## Демография
Динамика населения:

## Администрация коммуны
- Официальный сайт: http://www.comune.cartosio.al.it/